# Hønsebenstræ-slægten
Hønsebenstræ-slægten (Thujopsis) er en planteslægt med kun én art. Den har tidligere været placeret under Thuja-slægten.

## Arter
- Hønsebenstræ (Thujopsis dolabrata)